# بینگهام، ناتینگهام‌شر
longitudeبینگهام، ناتینگهام‌شرlatitudeبینگهام، ناتینگهام‌شر
بینگهام، ناتینگهام‌شر (به انگلیسی: Bingham, ناتینگهام‌شر) یک شهرک در بریتانیا است که در انگلستان واقع شده‌است.

## خصوصیات
بینگهام ۹٬۰۰۰ نفر جمعیت دارد.

## خواهرخوانده
شهر والنفلدز خواهرخواندهٔ بینگهام، ناتینگهام‌شر هست.

## نگارخانه

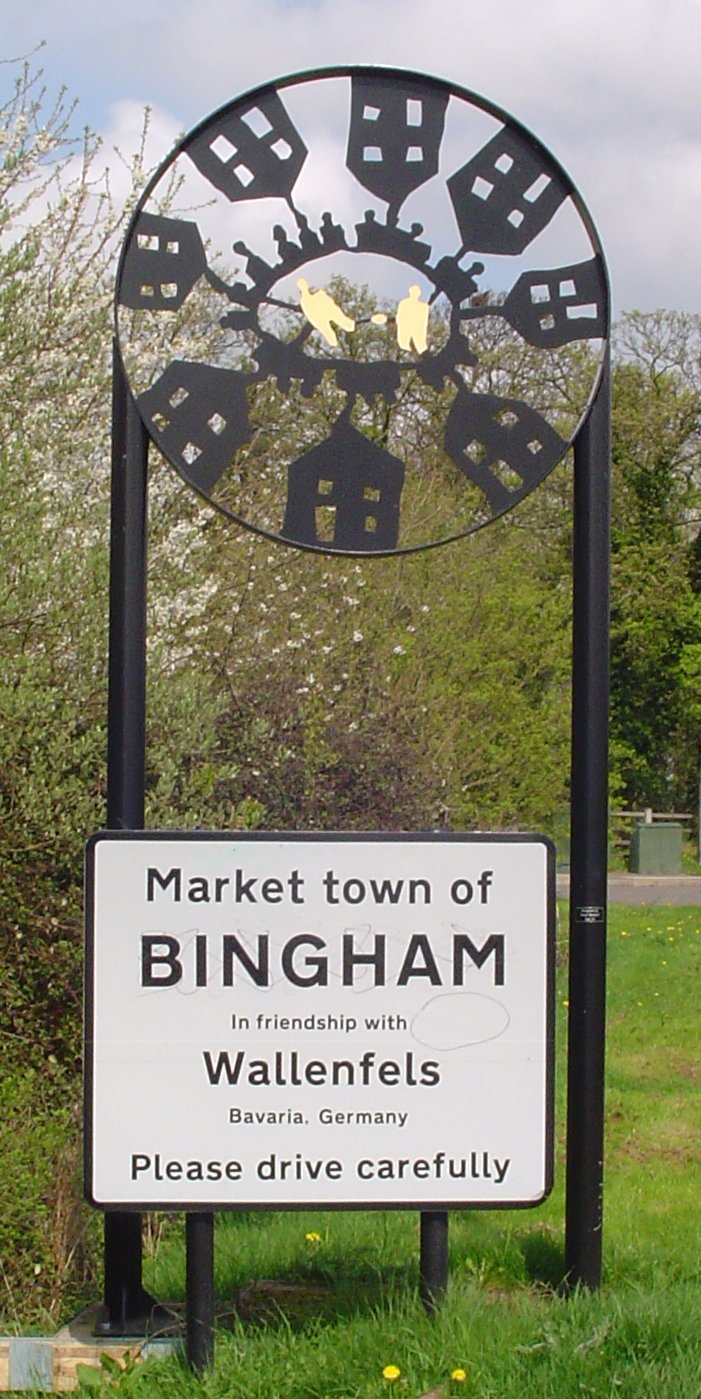
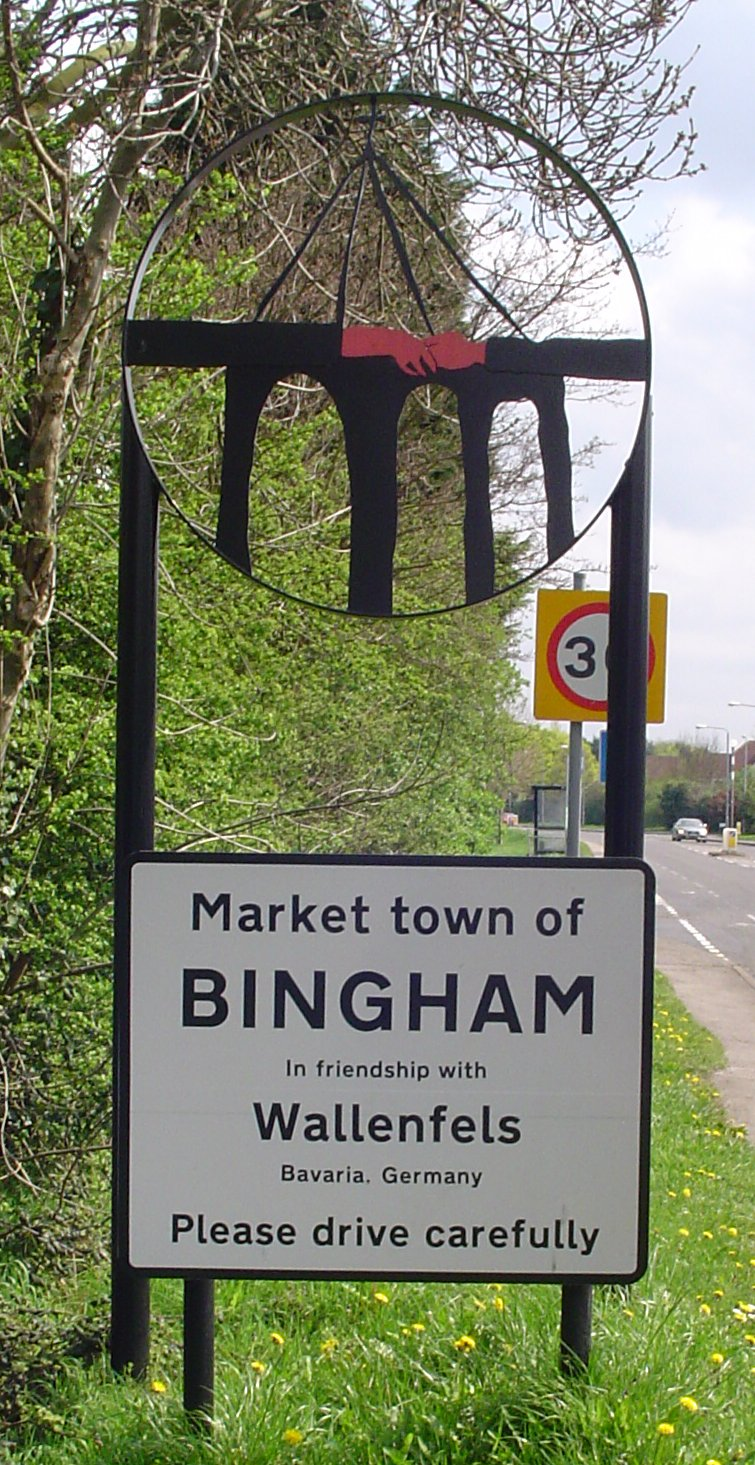
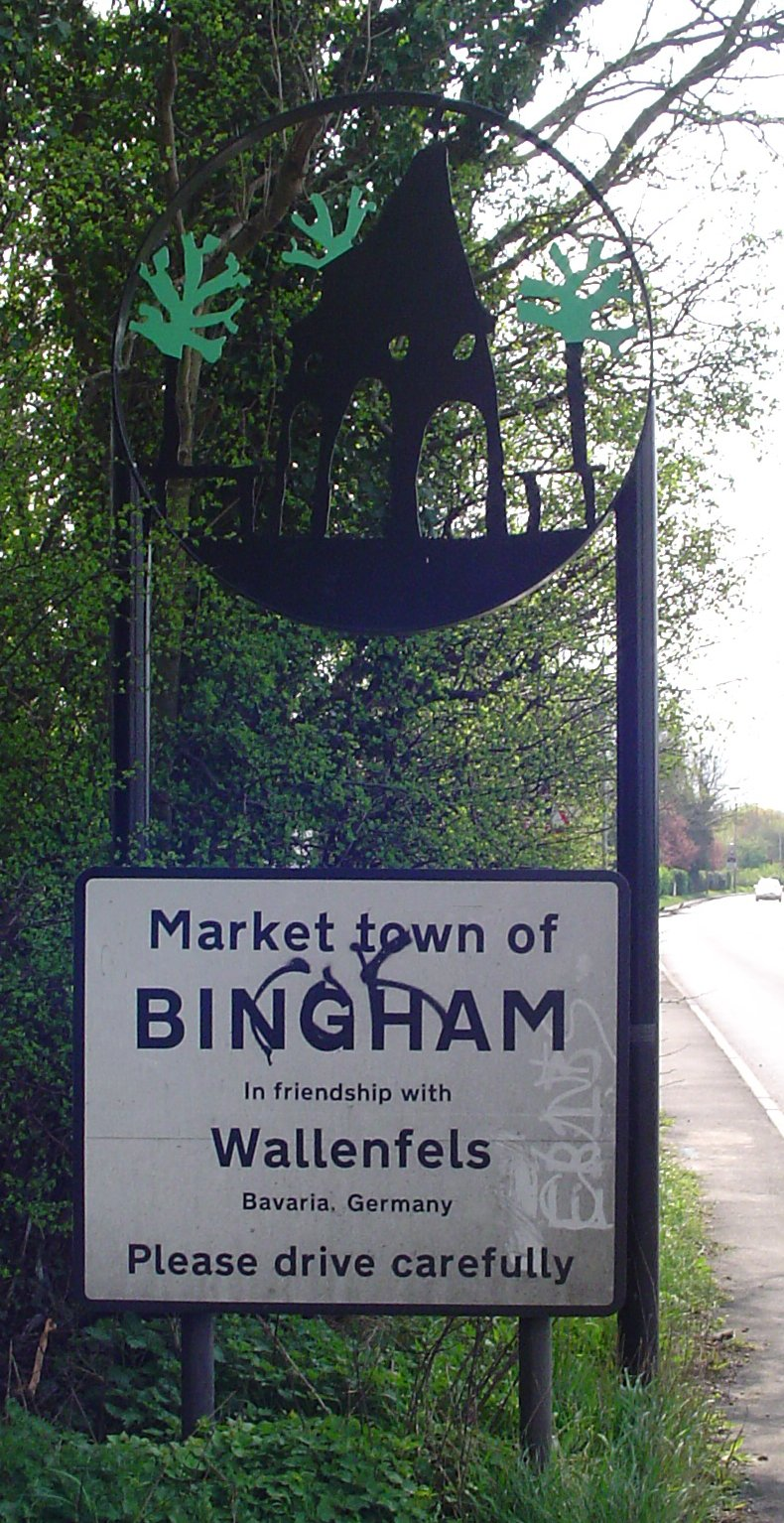
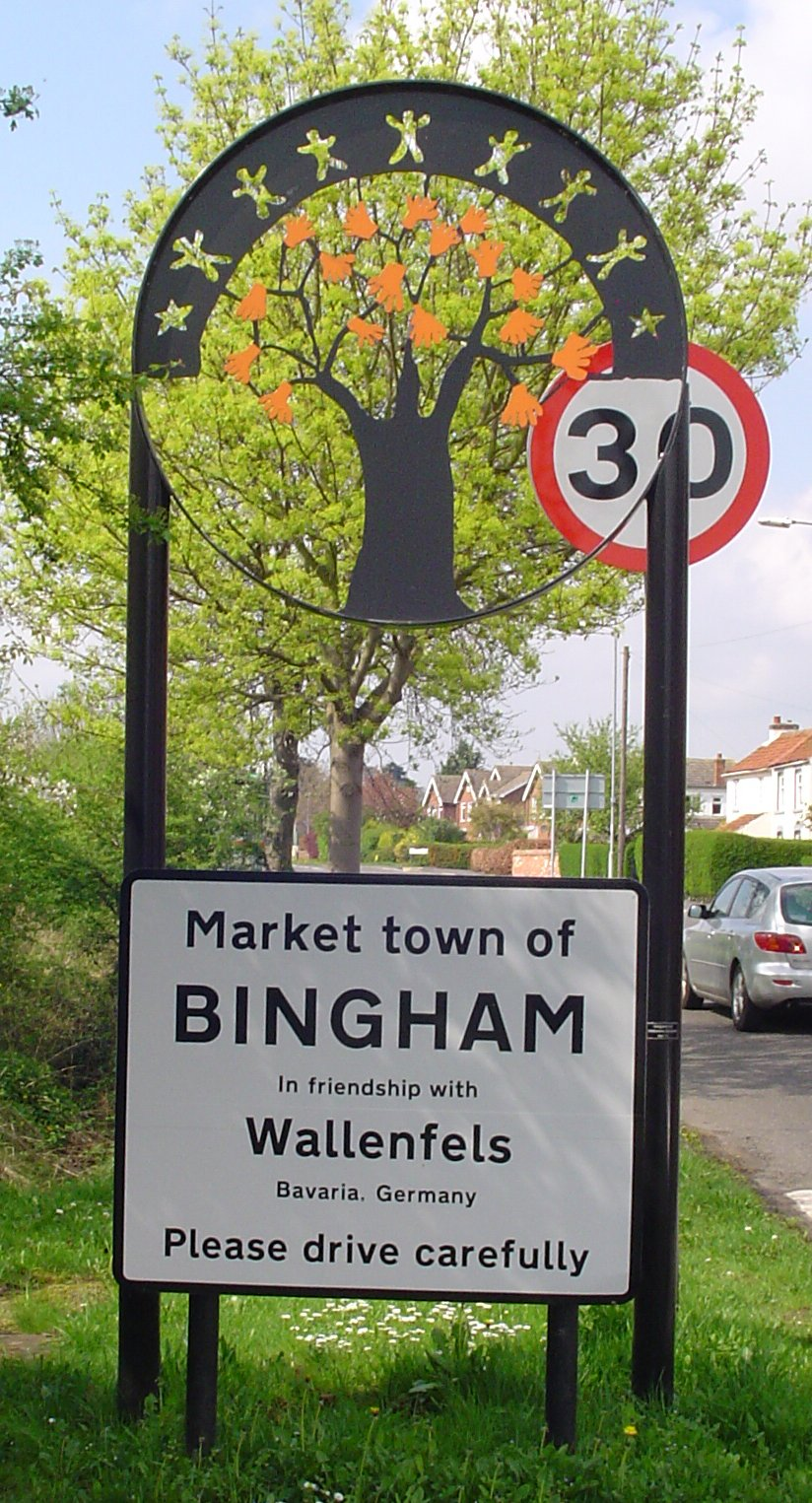